# Wutubus
Wutubus é um fóssil tubular do Ediacarano da China. O nome do gênero foi derivado da localidade fóssil perto da aldeia de Wuhe (Rio Wu) e do latim tubus (tubo), e o epíteto da espécie derivado do latim, annularis, com referência para as anulas transversais no tubo. 